# Anisodes jocosa
Anisodes jocosa är en fjärilsart som beskrevs av W. Warren 1896. Anisodes jocosa ingår i släktet Anisodes och familjen mätare. Inga underarter finns listade i Catalogue of Life.